# Ahmed Aït Moulay
Ahmed Aït Moulay (arab. ‏أحمد آيت مولاي‎; ur. 5 grudnia 1964) – marokański narciarz alpejski, uczestnik igrzysk olimpijskich w Sarajewie oraz igrzysk olimpijskich w Calgary.

## Osiągnięcia

### Igrzyska olimpijskie
| Miejsce | Dzień     | Rok  | Miejscowość | Konkurencja | Czas biegu | Strata | Zwycięzca     |
| ------- | --------- | ---- | ----------- | ----------- | ---------- | ------ | ------------- |
| 73.     | 14 lutego | 1984 | Sarajewo    | Gigant      | 2:41,18    | +76,77 | Max Julen     |
| 44.     | 19 lutego | 1984 | Sarajewo    | Slalom      | 1:39,41    | +63,84 | Phil Mahre    |
| DSQ1    | 25 lutego | 1988 | Calgary     | Gigant      | 2:06,37    | –      | Alberto Tomba |
| 42.     | 27 lutego | 1988 | Calgary     | Slalom      | 1:39,47    | +53,70 | Alberto Tomba |

### Mistrzostwa świata juniorów
| Miejsce | Dzień   | Rok  | Miejscowość | Konkurencja | Czas biegu | Strata | Zwycięzca     |
| ------- | ------- | ---- | ----------- | ----------- | ---------- | ------ | ------------- |
| 35.     | 7 marca | 1982 | Auron       | Slalom      | 1:27,89    | +49,04 | Johan Wallner |